# Cybaeus gassan
Espèce
Cybaeus gassan est une espèce d'araignées aranéomorphes de la famille des Cybaeidae.

## Distribution
Cette espèce est endémique de la préfecture de Yamagata sur Honshū au Japon,.

## Description
Le mâle holotype mesure 3,33 mm et la femelle paratype mesure 2,88 mm.

## Étymologie
Son nom d'espèce lui a été donné en référence au lieu de sa découverte, le mont Gassan.

## Publication originale
- Kobayashi, 2006 : Ten new species of the genus Cybaeus (Araneae: Cybaeidae) from central Honshu, Japan. Acta Arachnologica, vol. 55, no 1, p. 29-44 (texte intégral).